# Revolución silenciosa

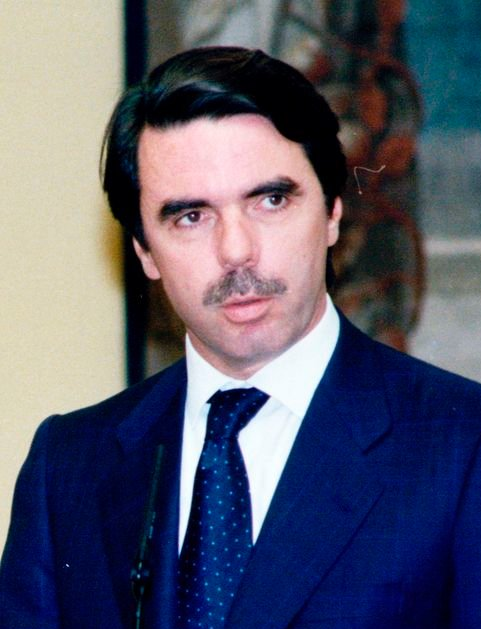
José María Aznar, presidente del gobierno español entre 1996 y 2004.

«Revolución silenciosa» es el término con el que el expresidente del Gobierno español José María Aznar denominó a las reformas en materia de política económica durante su gestión de 1996 a 2004. Este modelo económico tuvo por objeto el crecimiento del sector privado así como permitir la inmigración de trabajadores extranjeros, entre otros puntos, mediante medidas de austeridad fiscal, desregulación, privatización y liberalización. Para sus promotores ideológicos este impulso a la economía de España llevaría a que la Transición española trascendiera de ser política a convertirse también en una transición económica que superase los modelos previos del franquismo y la socialdemocracia, y tenía las miras de mejorar las condiciones para que España integrase la Unión Económica y Monetaria de la Unión Europea, donde fue socio fundador en 1998.
Aznar había probado este modelo durante su paso por la Junta de Castilla y León de 1987 a 1989 y luego lo aplicó a escala nacional en 1996, al alcanzar la presidencia del Gobierno. El método consistió en una serie de medidas para reducir y flexibilizar el Estado del bienestar.
Conforme a los postulados económicos aplicados, el gasto público se redujo progresivamente de un 45% del PIB en 1995 a un 39,8% en 2003, una reducción en línea con la tendencia vivida en los demás países de la Unión Europea, pero mucho más profunda, pues en el mismo periodo el gasto público en la UE pasó de un 51,3 a un 48,4%. Gracias a la reducción del gasto, el alto crecimiento económico y los 33.500 millones de euros que el Estado obtuvo con la privatización de grandes empresas estatales y otras desinversiones, se produjo una reducción sostenida de la deuda pública y el déficit en el periodo 1996-2004. Según cifras del Instituto Nacional de Estadística se pasó de un 22,9% de desempleo registrado en 1995 a un 11% en 2004 y según las mismas cifras los grupos más beneficiados con la creación de empleo y reducción del paro fueron jóvenes y mujeres. La productividad tuvo un incremento constante pero muy escaso, notablemente menor que el incremento observado en el periodo 1991-1995. Asimismo, Aznar legisló vía decreto la Ley 45/2002 para la reforma del sistema de protección por desempleo y mejora de la ocupabilidad, que fue rechazado por los sindicatos mayoritarios (UGT y CC. OO) por suponer según aquellos la supresión de los salarios de tramitación y el recorte de las prestaciones por desempleo, motivo por el cual hicieron un llamamiento a la huelga general.
En 2011, se publicó que la inflación general –los precios– se había incrementado en un 31,6% entre 2001 y 2011, según los cálculos del INE, aplicado el cambio de metodología de 2002 y después de la introducción del euro como nueva divisa.

## Críticas
Las principales críticas a la política económica de Aznar se sustentan en que durante su mandato, pese a la intensa creación de empleo, este fue creado principalmente en sectores de bajo valor agregado (principalmente construcción y turismo), lo que hizo que la productividad creciera muy poco en comparación con otros países de la Unión Europea. Una interpretación de las causas del estancamiento de la productividad es la ausencia de avances en la educación de los jóvenes que se habrían de incorporar al mercado de trabajo. Durante los ocho años de Aznar la tasa de abandono escolar se mantuvo en torno al 30%, el doble de la media de la UE. La reforma educativa del PP, aprobada en 2002 y presentada principalmente para corregir esta lacra, no llegó a entrar en vigor.
Los salarios no aumentaron, sino que retrocedieron en su poder adquisitivo, al crecer menos que la inflación. Esto afectó a la capacidad de consumo de los españoles, sobre todo a partir de la entrada en circulación del euro y la alta inflación encubierta que se produjo posteriormente, especialmente en los precios de la vivienda. La economía de España durante los gobiernos de Aznar era altamente dependiente del crédito. El endeudamiento de los españoles aumentó notablemente, con un 154% de incremento.
Fue también blanco de las críticas la supuesta corrupción amparada por el modelo, destacando el llamado «caso Gescartera». Este escándalo político-financiero acarreó la dimisión del secretario de Estado de Hacienda Enrique Giménez-Reyna –hermano de la presidenta de la agencia de valores que dio nombre al caso– y, un mes después, la renuncia de la presidenta de la Comisión Nacional del Mercado de Valores, Pilar Valiente. El caso, que supuso la desaparición de 18 000 millones de pesetas, mezclaba tramas de tráfico de influencias e información privilegiada en altas esferas del poder, inversiones de varias diócesis y otras instituciones católicas, movimientos de dinero negro y transacciones en paraísos fiscales.[cita requerida]